# Natriumnaphthalid
Natriumnaphthalid ist ein 1:1-Ionenpaar aus dem Natrium-Kation und dem Naphthalin-Radikalanion, das durch seine dunkelgrüne Farbe in Substanz und in Lösung charakterisiert ist. Wegen der Instabilität der Festsubstanz und seiner Unbeständigkeit gegenüber Luft und Feuchtigkeit muss Naphthalin-Natrium in einem geeigneten Lösungsmittel, wie z. B. Tetrahydrofuran THF oder Ethylenglycoldimethylether Glyme frisch hergestellt werden. Als Radikalanion findet Naphthalin-Natrium Anwendungen als Base und Reduktionsmittel und – ähnlich wie lithiumorganische Verbindungen wie z. B. Butyllithium – als Initiator für die anionische Polymerisation.

## Vorkommen und Darstellung
Bereits im Jahr 1914 fanden Wilhelm Schlenk und Mitarbeiter, dass der tricyclische Aromat Anthracen in Diethylether mit metallischem Natrium zu dem blauen Natriumanthracenid reagiert, nicht jedoch das bicyclische Naphthalin zum entsprechenden Natriumnaphthalid. Werden jedoch zu einer Lösung von Naphthalin in trockenem Ethylenglycoldimethylether unter trockener Stickstoffatmosphäre bei Temperaturen zwischen −10 und +30 °C blanke Stücke von Natrium gegeben und 2 h gerührt, dann entsteht eine dunkelgrüne Lösung von Naphthalin-Natrium.
Auch in THF entsteht Natriumnaphthalid in quantitativer Ausbeute, wobei Ether wie THF und Glyme das gebildete Ionenpaar solvatisieren.

## Eigenschaften
Natriumnaphthalid bildet in THF, Glyme und Dioxan dunkelgrüne (Absorptionsmaxima λmax bei 463 und 735 nm) und elektrisch leitende Lösungen, aus denen beim Entfernen des Lösungsmittels ein tiefgrüner Feststoff entsteht, der sich spontan in Naphthalin und metallisches Natrium zersetzt. Das zusätzliche Elektron im Radikalanion C10H8•− wird in das niedrigste unbesetzte π-Molekülorbital aufgenommen und ist über alle Ringatome des Naphthalins delokalisiert.
Der Radikalcharakter des Natriumnaphthalids mit einem Landé-Faktor g = 2 für reinen Spindrehimpuls zeigt sich in einem starken Elektronenspinresonanz (ESR)-Signal mit einem Redoxpotential von ca. −2,5 Volt gegenüber einer Normalwasserstoffelektrode NHE.
An der Luft wird Natriumnaphthalid rasch entfärbt.
Mit Wasser reagiert Natriumnaphthalid als starke Base unter Bildung von Wasserstoff zu Natriumhydroxid NaOH und dem Hydrierungsprodukt 1,2-Dihydronaphthalin C10H10.
Mit anderen OH-aziden, wie z. B. Alkoholen, oder CH-aziden Verbindungen, wie z. B. Acetylen, werden analog Dihydronaphthalin und Natriumalkoholate bzw. Natriumacetylid gebildet.
Daher muss Herstellung und Handhabung von Natriumnaphthalid unter striktem Sauerstoff- und Wasserausschluss stattfinden.
Da in Ethylenglycoldimethylether gelöstes Naphthalin-Natrium allmählich auch das Lösungsmittel unter Bildung von Dihydronaphthalin und Methylvinylether angreift, sollte die Verbindung stets frisch (am besten in THF) hergestellt werden.

## Anwendungen
Die ausgeprägte Basizität des Natriumnaphthalids kann zur Abstraktion von Protonen in α-Stellung CH-azider Nitrile genutzt werden, die in hoher Ausbeute mit Alkylhalogeniden alkyliert werden können.
In ähnlicher Weise abstrahiert Natriumnaphthalid von 2-Mercaptobenzimidazol in der Thiolform Protonen und das Anion reagiert quantitativ mit Alkylhalogeniden, z. B. Benzylchlorid (R = Benzyl) zu 1-Benzyl-2-benzylthiobenzimidazol.
Zugabe von weiterem Natriumnaphthalid erzeugt daraus 1-Benzylbenzimidazolin-2-thion in 93%iger Ausbeute.
Die hohe Reaktivität von Natriumnaphthalid gegenüber organischen Halogenverbindungen wird durch die praktisch vollständige Dechlorierung (99,5 %) polychlorierter Biphenyle bei 22 °C innerhalb von 15–30 Minuten unter Beweis gestellt.
Auch perfluorierte Oberflächen, wie z. B. von Polytetrafluorethylen PTFE (Teflon®), werden von Naphthalin-Natrium in Glymes [H3C(OCH2CH2)nOCH3 mit n = 1, 2 oder 4] schnell unter Braun- bis Schwarzfärbung und Ausbildung von Doppelbindungen und Sauerstofffunktionen, wie C=O- und OH-Gruppen, angegriffen bzw. angeätzt (engl. etching). Dadurch wird die Oberfläche benetzbar und lässt sich mit anderen Materialien verbinden bzw. verkleben.
Eine interessante Anwendung von Natriumnaphthalid stellt die stereoselektive Umwandlung von Geraniol in Linalool dar. Zunächst wird mittels einer Sharpless-Epoxidierung mit Vanadylacetylacetonat / tert-Butylhydroperoxid das Geraniol zum 2,3-Epoxygeraniol oxidiert, dann die Hydroxygruppe durch eine Mesylgruppe geschützt und anschließend der reduktiven Spaltung des Epoxids mit Eliminierung der Mesylgruppe zum Linalool unterworfen.
Die Gesamtausbeute über alle drei Stufen beträgt 73 %.
Wie die Mesylgruppe können auch andere Schutzgruppen, wie z. B. die Benzylgruppe oder Tosylgruppe, unter milden Bedingungen quantitativ mittels Natriumnaphthalid, z. B. aus geschütztem (−)-Menthol, entfernt werden.
Natriumnaphthalid in THF eignet sich als Initiator für die anionische lebende Polymerisation von Vinylmonomeren wie Styrol zu Polystyrol.
Das initial gebildete rote Styrolradikalanion dimerisiert zu einem Dianion, das durch Anlagerung weiterer Styrolmonomerer an beide Kettenenden wächst, ohne dass Kettenabbruch- oder -übertragungsreaktionen stattfinden. Die erhaltenen Polymeren zeichnen sich durch eine enge Molmassenverteilung und – im Fall von Blockcopolymeren AnBm – definierte Sequenzlängen n und m aus.